# Comunitat internacional

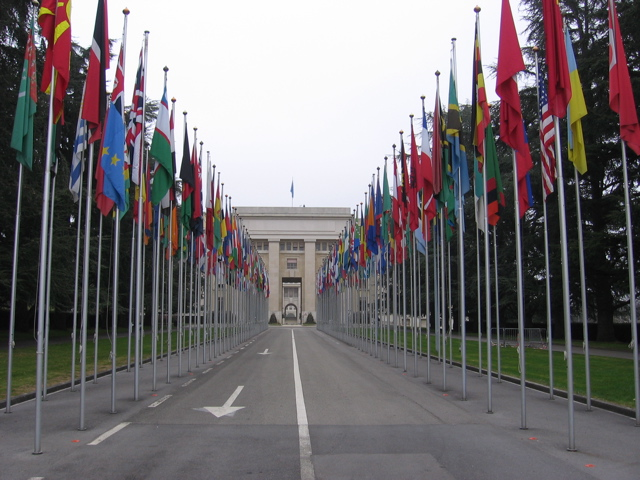
Entrada al Palau de les Nacions, la seu de l'ONU a Ginebra

El terme comunitat internacional  designa d'una forma imprecisa un conjunt d'estats amb una política internacional influent. Pot referir-se a:
- Els Estats membres de les Nacions Unides (és a dir, tots els països representats a l'Assemblea General de l'ONU), que representa gairebé la totalitat del planeta, amb algunes excepcions com ara les  Nacions Unides i persones sense representació;
- Els Estats membres del Consell de Seguretat de l'ONU (en concret, els cinc membres permanents);
- "Grups" d'aliances entre els països econòmicament poderosos, com G8 o G-20, sense relació amb l'ONU.
- La Societat Internacional, conjunt de subjectes amb personalitat i capacitat jurídica suficient per sostenir relacions i operar vàlidament més enllà de les seves fronteres.
- La comunitat internacional regulada per les  normes i tractats internacionals, és a dir, els  subjectes passius del Dret internacional.
- Tota població constituïda ad hoc per habitants de diversos orígens.